# Дни грома (фильм, 1986)
Дни грома (англ.  Thunder Run) — американский боевик 1986 года.

## Сюжет
Террористическая организация угрожает исследованием по атомного оружия в Америке. Чарли Моррисон ветеран корейской войны и стареющий дальнобойщик получает предложение от старого друга, за четверть миллиона долларов перевезти плутоний из Невады к секретной базы в штате Аризона. Вместе со своим внуком он начинает путешествие не подозревая, что террористы ждут в засаде на его смертоносный груз.

## В ролях
- Форрест Такер — Чарли Моррисон
- Джон Айрленд — Джордж Адамс
- Джон Шеперд — Крис
- Джилл Витлоу — Ким
- Уоллес Лэнгэм — Пол
- Ричард «Робби» Робертсон — Оскар
- Боуд Билл — Шон
- Мерипет Дэвис — официантка
- Элизабет Кайтан — блондинка
- Патрик Бернс — часовой
- Лестер Банди — инвестор
- Эрнесто Сирс — Рауль
- Майк Де Луна — полицейский
- Карл Винкооп — полицейский
- Донна Эванс — женщина террорист
- Патти Негри — девушка, (в титрах не указан)